# Гнома
Гнома (грец. γνώμη) — короткий образний вислів, сентенція, здебільшого філософського, повчального змісту, викладений у віршах або ритмічній прозі.
Гноми поширені, головним чином, у літературі Сходу (давньоєврейській, індійській, китайській, арабській, перській).
Були дуже популярні у Стародавній Греції, особливо в елегічній поезії, у формі дивіршів або гекзаметрів. Донині збереглись та органічно вжились у низку європейських мов гноми так званих «Семи мудреців».
У літературі Стародавнього Риму до гном можна віднести висловлювання Публія Сіра.
«Велетень лише спроможний на створення влучної гноми,

мудрість якої цілком розуміють безграмотні гноми.»

(Володимир Книр)